# Powszechna Konfederacja Pracy

Logo Powszechnej Konfederacji Pracy

Powszechna Konfederacja Pracy (fr. Confédération générale du travail, CGT) – francuska konfederacja związkowa założona 23 września 1895 r. w Limoges, najważniejsza z pięciu konfederacji pracowników we Francji uważanych przez państwo za reprezentatywne. Politycznie związana z Francuską Partią Komunistyczną, uważana za marksistowski związek zawodowy.
Od 2015 r. na czele CGT stoi Philippe Martinez.